# Robert Vallée
Pour les articles homonymes, voir Robert Vallée (homonymie) et Vallée (homonymie).
 (janvier 2017).
Si vous disposez d'ouvrages ou d'articles de référence ou si vous connaissez des sites web de qualité traitant du thème abordé ici, merci de compléter l'article en donnant les références utiles à sa vérifiabilité et en les liant à la section « Notes et références ».
Robert Vallée né le 5 octobre 1922 à Poitiers et décédé le 1er janvier 2017 à Paris, est un cybernéticien et mathématicien français, Professeur émérite à l’Université Paris-Nord et président de la World Organisation of Systems and Cybernetics (WOSC).

## Introduction
La cybernétique (du grec kybernétikè « art de conduire, de piloter ») est une discipline qui s’intéresse à l’étude des systèmes auto-régulés et englobe plusieurs domaines scientifiques. À partir du XXe siècle, un grand intérêt a été porté à l’étude de systèmes qui se gouvernent de façon autonome. Ainsi, les cybernéticiens, en vue d’une application à des systèmes artificiels, s’inspirent du fonctionnement de l’organisme humain, capable de percevoir un changement dans son environnement et de réagir en conséquence.
Au début des années 1950, Robert Vallée écrit ses premières publications sur ce qu’il a nommé « opérateur d’observation ». Celui-ci, dans le cas le plus simple, permet à un système cybernétique d’observer l’état dans lequel se trouvent son environnement et lui-même. Par la suite, sur la base de ces résultats, un opérateur de décision pourra désigner l’action à entreprendre. Les deux étapes de perception et de décision sont distinguées par « commodité intellectuelle », mais il est intéressant de les regrouper sous la forme d’un seul opérateur, dit « pragmatique ». Or, une décision est influencée par l’observation des faits présents, mais également par les perceptions passées du système. Il s’ensuit que, dans l’observation faite à un instant donné, les traces des observations passées sont aussi présentes. Au cours du temps, ces processus se succèdent en boucle. Vallée désigne l’étude de cette situation par le terme d’« épistémo-praxéologie », soulignant le lien existant entre la connaissance (épistémè) résultant de l’observation et l’action (praxis). Un aspect important de cette épistémo-praxéologie est l’intervention du « transfert inverse » des structures observationnelles et décisionnelles sur ce qui est perçu. Se rattachant au problème de l’observation, il s’intéresse aussi à la théorie de l'information et à une modélisation de la perception de la « durée interne » d’un système.
Robert Vallée nourrit aussi un intérêt particulier pour les problèmes sociologiques ainsi que pour l’histoire. D’un côté, le premier l’a amené à décrire une créature cybernétique couvrant la surface de la planète avec son réseau de communication (1952), idée qui a été reprise (sous le nom de cybionte, 1975) par un autre auteur. De l’autre, il a écrit plusieurs textes concernant cybernétique et systèmes, se rapportant à Descartes, Louis de Broglie et Norbert Wiener.

## Biographie
Robert Vallée, fils de Gustave et Marcelle Vallée, enseignants d’histoire, naît le 5 octobre 1922 à Poitiers. En 1969 il épouse Nicole Georges-Lévy, correctrice et traductrice avec laquelle il entreprend la traduction d'ouvrages scientifiques écrits par, et au sujet de, Norbert Wiener,.
Vers la fin des années 1920 et au cours des années 1930, Robert Vallée fréquente le Lycée d’Angoulême où, en 1940, il obtient le baccalauréat (latin-grec, mathématiques) et celui de philosophie. Entre 1944 et 1946, il est élève à l’École polytechnique (Paris). Durant l’été 1954, il participe au « Foreign Students Summer Project » du Massachusetts Institute of Technology (sous les auspices de Norbert Wiener et Armand Siegel). En 1961 il devient Docteur ès Sciences (mathématiques) avec une thèse sur une extension de la relativité générale de Kaluza-Klein, sous la direction d’André Lichnerowicz (Université de Paris).
Au cours de sa carrière, Robert Vallée occupe des postes très divers. Entre 1956 et 1958, il est Directeur associé de l’Institut Blaise Pascal à Paris. De 1961 et 1971, il est maître de conférences en mathématiques à l’École polytechnique (Paris), ainsi qu’à l’Université de Besançon (1962-1971) où il devient par la suite Professeur. Entre 1971 et 1987 il est Professeur à l’Université Paris-Nord où il est également Doyen de la Faculté d’économie de 1973 à 1975 et Président du département d’économie mathématique de 1975 à 1987. En 1987, l’Université Paris-Nord lui confère le titre de Professeur émérite. Robert Vallée donne également un cours de doctorat sur les systèmes dynamiques à l’Université Paris-1 Panthéon-Sorbonne entre 1975 et 1987.
Robert Vallée a été actif au sein de plusieurs associations et sociétés. Il a notamment été :
- Fondateur du Cercle d’Études Cybernétique (Président Louis de Broglie), 1950;
- Membre du Conseil de la Société mathématique de France, 1964-1967;
- Directeur Général de l’Institut de sciences mathématiques et économiques appliquées (Président François Perroux), 1980-1982;
- Président du Collège de Systémique de l’Association Française pour la Cybernétique Economique et Technique (AFCET), 1981-1984;
- Membre du Conseil de l’Association Française de Biologie Théorique, 1984-1988;
- Représentant de l’AFCET, (devenue ASFCET), auprès de l’International Federation for Systems Research (IFSR), 1986;
- Participant à plusieurs Fuschl Conversations (International Systems Institute et IFSR), 1986-1996;
- Directeur Général (1987) puis Président (2003) de la World Organisation of Systems and Cybernetics (WOSC, fondateur J. Rose), 1987;
- Membre du Conseil de l’Association Internationale de Cybernétique, 1987-2000;
- Membre du Conseil de l’Association Française de Science des Systèmes Cybernétiques, Cognitifs, et Techniques (AFSCET), 1999.

Il est également membre de l’International Society for the Systems Sciences, l’American Society for Cybernetics, la Tutmonda Asocio pri Kibernetiko, Informatiko kaj Sistemiko (TAKIS), et de la Ligue internationale des scientifiques pour l’usage de la langue française.
Le long de sa carrière certains titres lui ont été décernés :
| 1975 | Doyen d’honneur de la Faculté d’Économie de l’Université Paris-Nord.                              |
| 1979 | Honorary Fellow of the WOSC.                                                                      |
| 1984 | Président d’honneur du Collège de Systémique de l’AFSCET.                                         |
| 1987 | Médaille du Collège de Systémique de l’AFSCET. Membre de l’Akademio Internacia de la Sciencioj.   |
| 1990 | Norbert Wiener Memorial Gold Medal (WOSC).                                                        |
| 1994 | Vice-président de la Cybernetics Academy Odobleja. Membre de l’Académie Francophone d’Ingénieurs. |
| 1999 | Docteur honoris causa de l’Université de Petrosani (Roumanie).                                    |

Enfin, Robert Vallée est, de 1987 à 1999, rédacteur en chef de la Revue Internationale de Systémique (AFCET) ainsi que membre du conseil éditorial de Kybernetes (revue officielle de la WOSC), d’Économies et Sociétés (ISMEA), de l’International Journal for Biological Systems, de Cybernetics and Human Knowing, de Grundlagenstudien aus Kybernetik und Geistes Wissenschaft (TAKIS), Robotica et Res-Systemica (journal électronique de l’Association française de science des systèmes (AFSCET) et de l’Union Européenne de Systémique).
Sur un plan personnel, Robert Vallée était apprécié pour son érudition, son humour, sa douceur et sa gentillesse. Il était amoureux des chats, dont certains ornent quelques-unes des éditions des livres qu'il a écrit.

## Œuvres
- Sur deux classes d’ « opérateurs d’observation », Comptes Rendus de l’Académie des Sciences, 233, 1951, pp. 1350-1351.
- (en) Cybernetics and the future of man, Impact of Science on Society, III, 3, 1952, pp. 171-180.
- (en) A note on algebra and macroscopic observation, Information and Control, 1, 1957, pp. 82-84.
- Les mathématiques et le raisonnement « plausible » (traduction de Mathematics and Plausible Reasoning, Pólya G.), Gauthier-Villars, Paris, 1958. (Rééd. Gabay, Paris, 2008)
- Sur la représentation relativiste des fluides parfaits chargés, Université de Paris (thèse de doctorat en Mathématiques), Paris, 1962.
- Expression asymptotique, pour les grandes valeurs du temps, de l’information associée à la fonction d’onde dans le cas d’un corpuscule libre, Comptes Rendus de l’Académie des Sciences, B, 267, 1968, pp. 529-532.
- Sur le problème de la localisation en mécanique quantique, Buletinul Institutului Politehnic din Iasi, XIX (XXIII), 1-2, 1973, pp. 99-103.
- (en) Observation, decision and structure transfers in systems theory, 2nd European Meeting on Systems Research, Vienna, 1974, in Trappl R., Pichler F. (eds.), Progress in Cybernetics and Systems Research, 1, Hemisphere Publishing Corporation, Washington, 1975, pp. 15-20.
- (en) Generalized Laplace transform with matrix argument, actualisation and systems theory, Systems Science V, Wroclaw, 1978, in Systems Science, 8, 4, 1982a, pp. 63-68.
- (en) Evolution of a dynamical system with random initial conditions, in Trappl R. (ed.), Cybernetics and Systems Research, 2, North Holland Publishing Company, Amsterdam, 1982b, pp. 163-164.
- (en) Subjective perception of time and systems, in Trappl R. (ed.), Cybernetics and Systems ’86, D. Reidel Publishing Company, Dordrecht, 1986, pp. 35-38.
- Le paradigme du transfert inverse, dans Actes du Congrès Européen de Systémique I, Association Française pour la Cybernétique Economique et Technique, Paris, 1989, pp. 277-282.
- Sur la complexité d’un système relativement à un observateur, La Modélisation de la Complexité, Aix-en-Provence, 1988, Revue Internationale de Systémique, 14, 2, 1990a, pp. 239-243.
- (en) Louis de Broglie and Cybernetics, Kybernetes, 19, 2, 1990b, pp. 32-33.
- (en) A week in New Hampshire with Norbert Wiener, in Trappl R. (ed.), Cybernetics and Systems ‘90, World Scientific, Singapore, 1990c, pp. 343-347.
- (en) Plato’s cave revisited, Kybernetes, 19, 1990d, pp. 37-42.
- (en) The Cercle d’Études Cybernétiques , Systems research, 7, 3, 1990e, p. 205.
- (en) Perception, memorisation and multidimensional time, Kybernetes, 20, 6, 1991, pp. 15-28.
- La caverne de Platon revisitée, Perspectives Systémiques 2, Cerisy-la-Salle, 1988, dans Bernard-Weil E., Tabary J.-C. (dirs.), Praxis et cognition, L’Interdisciplinaire, Lyon-Limonest (France), 1992a, pp. 25-32.
- (en) The “epsilon-distribution” or the antithesis of Dirac’s delta, in Trappl R. (ed.), Cybernetics and Systems Research’92, World Scientific, Singapore, 1992b, pp. 97-102.
- Cognition et système, essai d’épistémo-praxéologie, L’Interdisciplinaire, Lyon-Limonest, 1995a.
- A la recherche du « cybionte », Revue Internationale de Systémique, 9, 5, 1995b, pp. 541-544.
- Descartes et la cybernétique, Alliage, 28, 1996a, pp. 43-45.
- Temps propre d’un système dynamique, cas d’un système explosif-implosif, dans Pessa, E., Penna, M.P. (dirs.), Actes du 3e Congrès Européen de Systémique, Edizioni Kappa, Rome, 1996b, pp. 967-970.
- (en) avec Hermann Haken, Synergetics and Cybernetics, in Encyclopedia of Applied Physics, vol. 20, VCH Publishers, New York, 1997, pp. 407-427.
- (en) An introduction to epistemo-praxiology , Cybernetics and Human Knowing, 5, 1, 1998a, pp. 47-55.
- (en) Evolution of uncertainty about the state of a dynamical system, Kybernetes, 27, 9, 1998b, pp. 1007-1011.
- (en) Mathematical and formalized epistemologies, in Mugur-Schächter M., van der Merwe A. (eds), Quantum Mechanics, Mathematics, Cognition and Action, Proposals for a Formalized Epistemology, Kluwer Academic Publishers, Dordrecht, 2002, pp. 309-324.
- Vocabulaire de la cybernétique et de la systémique, La Banque des Mots, 66, 2003, pp. 3-15.
- (en) History of Cybernetics in Parra Luna F. (ed.), Cybernetics : Cybernetics and the theory of Knowledge, systems science and cybernetics, Encyclopedia of Life Support Systems, UNESCO, Eolss Publishers, Oxford, 2003.
- (en) Generalized harmonic analysis, pseudo-random fonctions and “epsilon distribution”, in Trappl R. (ed.), Cybernetics and Systems 2004, vol.2, Austrian Society for Cybernetics Studies, Vienna, 2004, pp. 795-797.
- Rencontres avec Heinz von Förster : des “Eigen-values” à la remise d”une médaille d’or, dans Andreewsky E., Delorme R. (dirs), Rencontres avec Heinz von Förster, Seconde cybernétique et complexité, l’Harmattan, Paris, 2004, pp. 107-121.
- (en) Time and systems, Kybernetes, 34, 9-10, 2005, pp. 1563-1569.
- (en) Inverse transfer and epistemo-praxiology, Kybernetes, 35, 7-8, 1232-1235, 2006.
- Précurseurs et premières figures de la cybernétique et de la systémique en Europe, dans La gouvernance dans les systèmes, Polimetrica, Milan, 2007, pp. 51-60.
- Présentation: Flo Conway, Jim Siegelman, Héros pathétique de l'âge de l'information. En quête de Norbert Wiener, père de la cybernétique, Traduit par Nicole Vallée-Levi, Paris, Éditions Hermann, 2013[4].
- Traduction, avec Nicole Vallée-Levi et Ronan Le Roux: La Cybernétique - Information et régulation dans le vivant et la machine, Robert Wiener, Seuil, 2014[5].